# Danxia-Landschaften
Als Danxia-Landschaften (chinesisch 丹霞地貌, Pinyin dānxiá dìmào) werden bestimmte Landschaftsformen bezeichnet, die aus rotem terrigenem Sedimentgestein entstanden sind und durch geologische Prozesse, wie Erosion im Laufe der Erdzeitalter charakteristisch gestaltet wurden. Der Begriff wurde ab den 1930er Jahren durch chinesische Geologen geprägt und erhielt seinen Namen vom Danxiashan-Gebirge in der Provinz Guangdong. Die Landschaftsformen ähneln in einigen Aspekten den für Südchina ebenfalls charakteristischen Karstlandschaften, jedoch bestehen Danxia-Landschaften vorwiegend aus rotem Sandstein und Konglomerat, während Karstlandschaften überwiegend durch Kalkstein geformt sind. Im Jahr 2010 wurden sechs repräsentative Danxia-Landschaften in das UNESCO-Weltnaturerbe aufgenommen. Diese Landschaften stellen jedoch nur eine kleine Auswahl der in China zu findenden Danxia-Landschaften dar. Beispielsweise gehört der Zhangye-Danxia-Geopark in Gansu nicht zu den Welterbe-Stätten.

## Erdgeschichtlicher Hintergrund
Während des mittleren Jura (vor ca. 175 bis 160 Millionen Jahren) bis zur frühen Kreidezeit (ab 145 Mio. Jahren) kam es infolge von tektonisch bedingten Prozessen im Bereich des heutigen Südchina zur Bildung einer Reihe von Verwerfungszonen. Im Bereich dieser Verwerfungszonen lagerten sich im Laufe der Zeit dicke, relativ homogene Schichten alluvialer, fluvialer und limnischer Sedimente ab. Unter den in der Kreidezeit in Südchina vorwiegenden ariden bis semiariden Klimabedingungen bildeten sich daraus die charakteristisch rot gefärbten Gesteinsformen. Während des frühen Neogen kam es in Zusammenhang mit der Kollision der Indischen mit der Eurasischen Platte zur allmählichen Bildung des Himalaya und damit einhergehend auch zur ungleichmäßigen Anhebung der angrenzenden Regionen Südchinas und der dortigen roten Sedimentgesteine. Unter dem Einfluss klimatischer Faktoren, insbesondere Regen, sowie Wind und Gewässererosion wurden die Sandsteinformationen weiter ausgestaltet und es entstanden die heutigen zerklüfteten Landschaften mit schroffen Kliffen, natürlichen Säulen und Türmen, engen Schluchten und Tälern. In diesen Landschaften entwickelte sich auch eine besondere Flora und Fauna mit subtropischen, immergrünen Laubwäldern und zahlreichen, zum Teil seltenen Tier- und Pflanzenarten.

## Aufnahme in das UNESCO-Welterbe

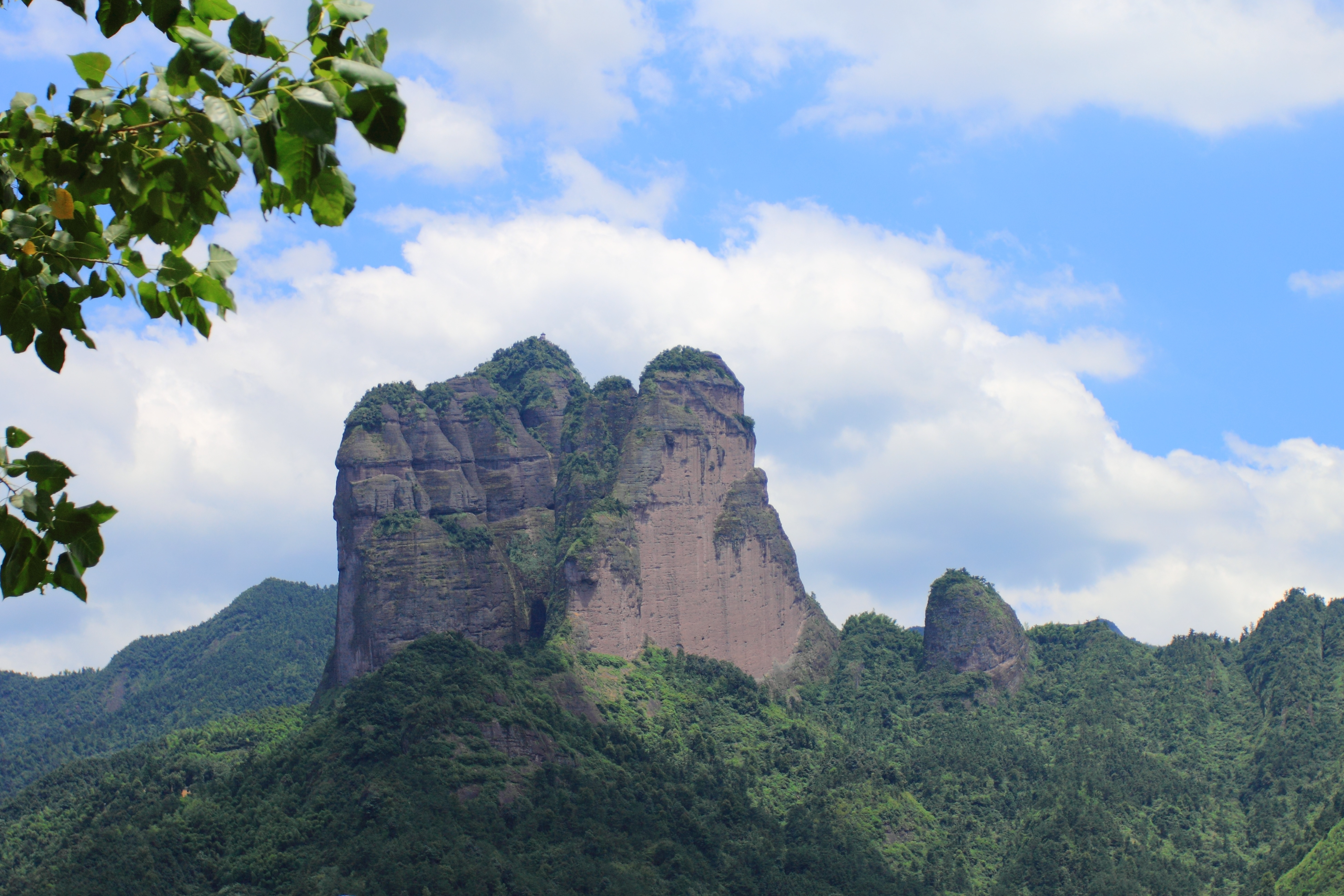
Jianglangshan

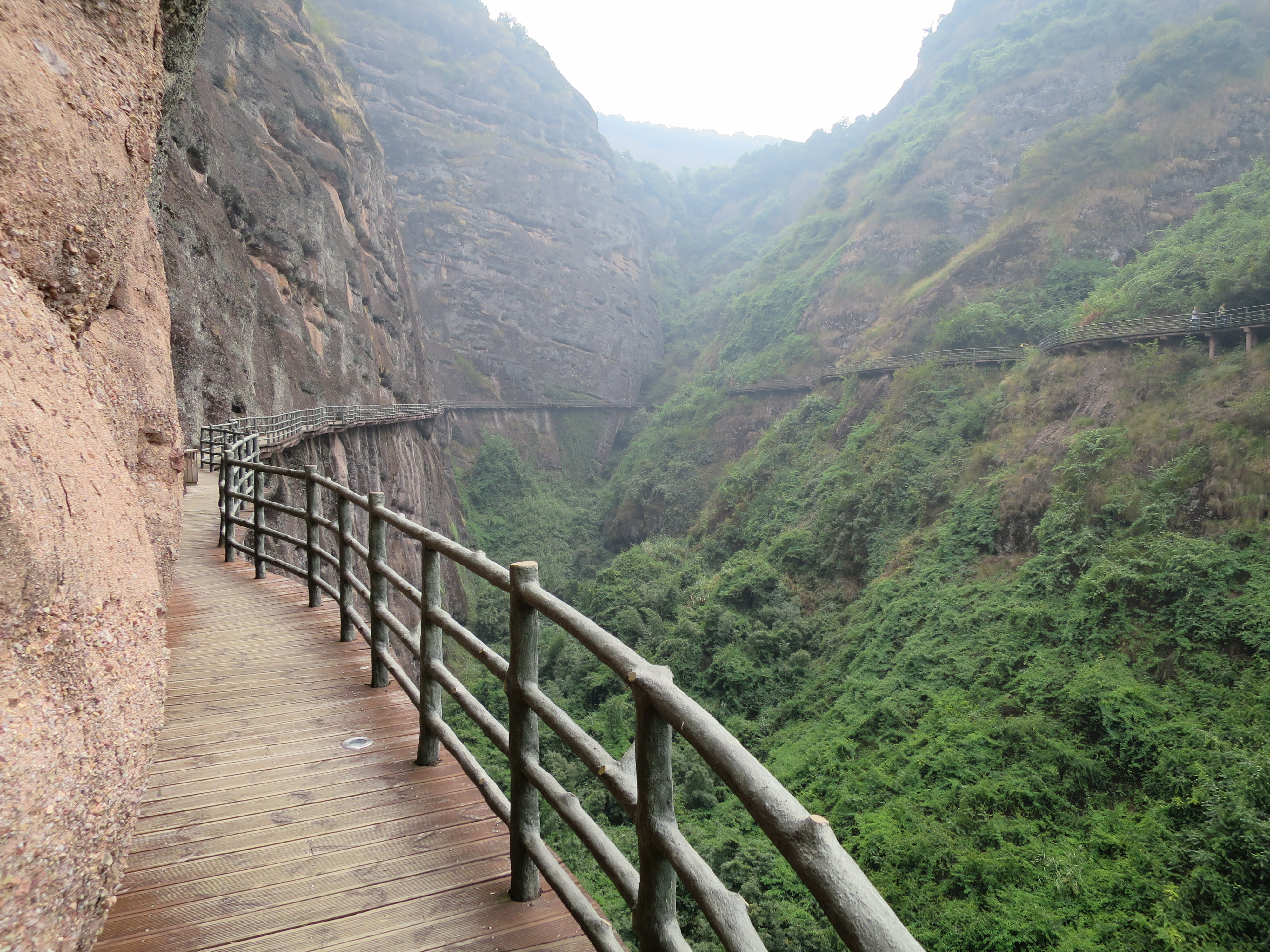
Longhushan

Im Dezember 2008 nominierte die chinesische Seite sechs ausgewählte Landschaften für die Aufnahme in das Weltnaturerbe der UNESCO unter dem Titel „Danxia China“. Drei der Landschaften bestanden aus einer einzigen Einheit, die von einer Pufferzone umgeben war, und drei weitere bestanden aus jeweils zwei Einheiten, die von einer gemeinsamen Pufferzone umschlossen waren. Die Nominierung geschah unter Bezugnahme auf die Kriterien (vii) („Überragende Naturphänomene oder Naturschönheiten und ästhetische Bedeutung“), (viii) („Erdgeschichte und geologische Eigenheiten“), (ix) („Ökologische Prozesse“), sowie (x) („Biodiversität und bedrohte Arten“). In Bezug auf die Flora und Fauna waren in  den nominierten Gebieten 5772 höhere Pflanzenarten, die zu 293 Familien und 1271 Gattungen zählten, sowie 836 Arten von Wirbeltieren aus 129 Familien und 37 Ordnungen nachgewiesen. Hinzu kamen 3073 Insektenarten. 400 Arten waren als selten oder bedroht eingestuft.
In einem Gutachten der Weltnaturschutzunion IUCN zum chinesischen Antrag vom 30. April 2010 wurde die chinesische Darstellung der Danxia-Landschaften als „einzigartig“ kritisch hinterfragt. Rote Sandsteinlandschaften gäbe es auch an anderen Orten der Welt, wie beispielsweise im Kakadu-Nationalpark in Australien oder den Canyonlands-Nationalpark in den Vereinigten Staaten. Die IUCN forderte daher die chinesische Seite auf, klarer darzulegen, worin die spezifische Besonderheit der chinesischen Landschaften läge. Auch die Auswahl der Danxia-Stätten repräsentiere nicht notwendig die verschiedenen endgeschichtlichen Entwicklungsstadien der Danxia-Landschaften, wie von Seiten der chinesischen Antragsteller dargestellt. Kritik wurde auch am Management-Plan der Stätten und an den Grenzen der Gebiete geübt. Die IUCN sah daher die Kriterien (vii), (viii), (ix) und (x) alle als nicht erfüllt an und forderte die Antragsteller zu Nachbesserungen an ihrem Antrag und zur Fokussierung auf die Kriterien (vii) und (viii) auf.
Auf der 34. Sitzung des Welterbekomitees in Brasilia vom 25. Juli bis 3. August 2010 wurden die nominierten Danxia-Landschaften in das Weltnaturerbe der UNESCO aufgenommen.
| ID       | Name und Ort                             | Ort, Provinz               | Koordinaten                     | Fläche    | Pufferzone |
| -------- | ---------------------------------------- | -------------------------- | ------------------------------- | --------- | ---------- |
| 1335-001 | Chishui - West 赤水                      | Chishui, Guizhou           | 28° 22′ 11″ N, 105° 47′ 39″ O   | 10.142 ha | 44.814 ha  |
| 1335-002 | Chishui - Ost 赤水                       | Chishui, Guizhou           | 28° 25′ 19″ N, 106° 2′ 33″ O    | 17.222 ha | 44.814 ha  |
| 1335-003 | Taining - Nord 泰宁县                    | Taining, Fujian            | 27° 0′ 37″ N, 117° 13′ 7″ O     | 05.277 ha | 12.401 ha  |
| 1335-004 | Taining - Süd 泰宁县                     | Taining, Fujian            | 26° 51′ 56″ N, 117° 2′ 22″ O    | 05.810 ha | 12.401 ha  |
| 1335-005 | Langshan 崀山                            | Xinning, Shaoyang, Hunan   | 26° 20′ 24″ N, 110° 46′ 45″ O   | 06.600 ha | 06.200 ha  |
| 1335-006 | Danxiashan 丹霞山                        | Renhua, Guangdong          | 24° 57′ 55″ N, 113° 42′ 12″ O   | 16.800 ha | 12.400 ha  |
| 1335-007 | Longhushan (Longhushan-Abschnitt) 龙虎山 | Guixi, Yingtan Jiangxi     | 28° 4′ 15″ N, 116° 59′ 5″ O     | 16.950 ha | 59.820 ha  |
| 1335-008 | Longhushan (Guifeng-Abschnitt) 龙虎山    | Guixi, Jiangxi             | 28° 19′ 3″ N, 117° 25′ 10″ O    | 02.740 ha | 59.820 ha  |
| 1335-009 | Jianglangshan 江郎山                     | Jiangshan, Quzhou Zhejiang | 28° 31′ 44,4″ N, 118° 33′ 36″ O | 0.0610 ha | 0.0571 ha  |
| Gesamt   | Gesamt                                   | Gesamt                     | Gesamt                          | 82.151 ha | 136.206 ha |